# Ialodê
Ialodê (em iorubá: Ìyálòdè) é um termo honorífico dado aos orixás femininos nas casas de candomblé. Em Ibadã, na Nigéria, é um título administrativo utilizado exclusivamente por mulheres que têm a função de representar as mulheres em seus assuntos. O título foi introduzido pelo baxorum Oluyole, do Império de Oió, nos anos 1830, para ser atribuído às mulheres de distinção.